# تاريخ الأمريكيين الأفارقة في هيوستن

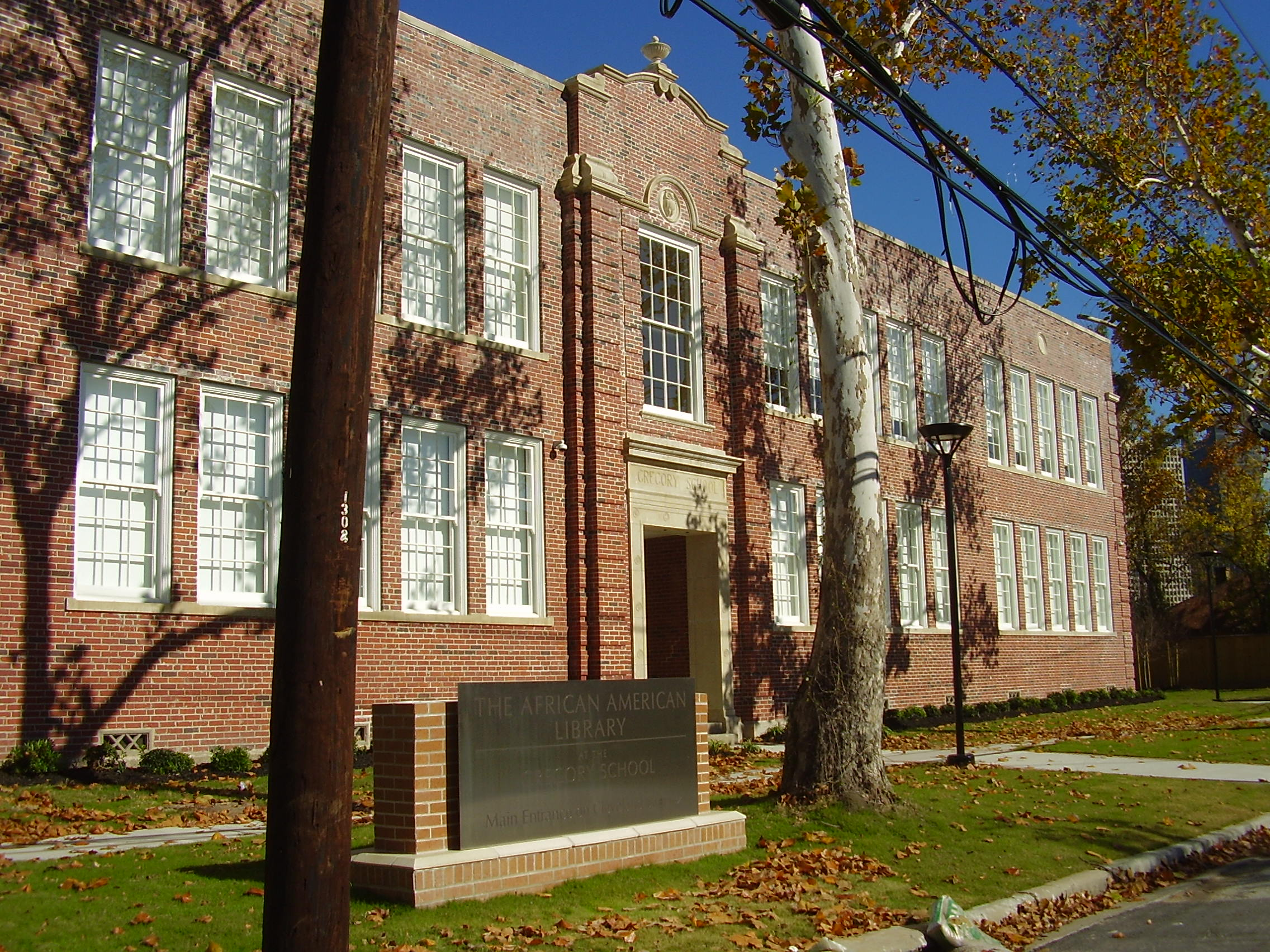
المكتبة الأمريكية الأفريقية في مدرسة غريغوري وتقع في الحى الرابع في هيوستن

كان سكان الأفارقة الأمريكيون في هيوستن (تكساس) جزءا كبيرا من مجتمع المدن منذ تأسيسها. واعتبارا من عام 2010 ذكر جون ستريت وغانغ جونغ مؤلفي «التنوع العرقى في هيوستن (تكساس): تطور الفصل السكني في مدينة بايو 1990-2000» وذكر أن جميع الأقليات في هيوستن الأفارقة الأمريكيون هم الأكثر انفصالا عن البيض غير اللاتينيين.

## التاريخ

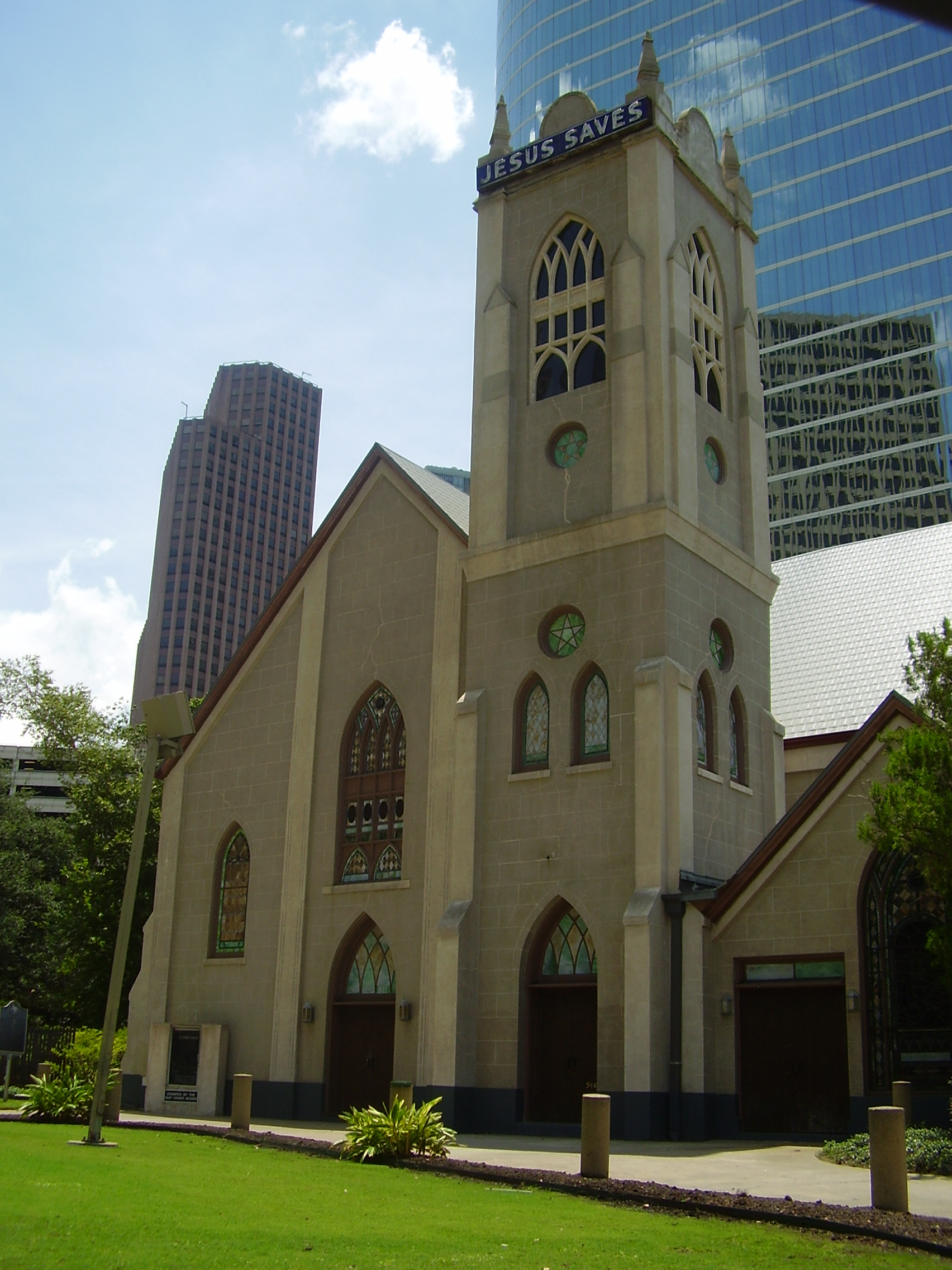
كنيسة أنطاكية التبشيرية المعمدانية

تأسست هيوستن في عام 1836 على يد جماعة أمريكيين أفارقة. في عام 1860 كان 49% من سكان أمريكا من أصل أفريقي مستعبدين؛ كان هناك ثمانية من السود الحرين و1060 من العبيد. قبل الحرب الأهلية الأمريكية كان الأميركيون الأفارقة المستعبدين الذين يعيشون بالقرب من هيوستن يعملون في مزارع السكر والقطن في حين أن معظم الذين يعيشون داخل حدود المدينة شغلوا وظائف محلية وحرفية.
على الرغم من أن العبودية انتهت بعد الحرب الأهلية الأمريكية وبحلول منتصف 1870s العزل العنصري أصبح مقنن في جميع أنحاء الجنوب بما في ذلك ولاية تكساس. وكان الأميركيون الأفارقة في هيوستن غير ممثلين من قبل المجلس التشريعي للولاية ومجلس المدينة ذو البشرة البيضة وكانوا محرومين سياسيا خلال عصر جيم كرو واستخدم البيض مجموعة متنوعة من التكتيكات بما في ذلك الميليشيات والتشريعات لإعادة إرساء السيادة السياسية والاجتماعية في جميع أنحاء الجنوب. وقاد طلاب جامعة جنوب تكساس لتوحيد هيوستن في 1960s وبعد ستة أشهر من الاعتصام الأول تم فصل 70 منهم في هيوستن وأدى نجاح جهودهم المتواصلة في النهاية إلى الاندماج الكامل للأعمال التجارية داخل المدينة.
كان شغب هيوستن عام 1917 شغب من الجنود الأمريكيين السود المتمركزين في هيوستن.
وفي عام 1970 كان 90% من السود في هيوستن يعيشون معظمهم بجور الأفارقة الأمريكيون وبحلول عام 1980 انخفض هذا إلى 82%.

تاريخيا وضعت مدينة هيوستن مرافق مكب النفايات المنشأة في أحياء الأفارقة الأمريكيون. كما توجد شركات خاصة في مقالب القمامة في أحياء السود، وبين أوائل 1920s وأواخر السبعينيات كانت مكبات النفايات الخمسة في أحياء السود وخلال الفترة نفسها أقيم ستة من محارق النفايات الصلبة من أصل ثمانية معظمها في أحياء السود. وفي الفترة من 1970 إلى 1978 كانت ثلاثة من مدافن النفايات الأربعة الخاصة التي أنشئت خلال تلك الفترة في أحياء هيوستن الذي يعيش فيها ذو البشرة السوداء وفي تلك الحقبة كان الأمريكيون الأفارقة يشكلون حوالي 25% من سكان المدينة وكان مجلس مدينة هيوستن الذي قرر مكان وجود مدافن القمامة ويتألف ذلك المجلس بالكامل من ذوى البشرة البيضة حتى عام 1972. أدت الجهود السياسية والدعوة وراء دعوى قضائية اتحادية عام 1979 بشأن تلك المدافن إلى تغييرات سياسية أنهت وضع المدافن في أحياء السود عمدا.

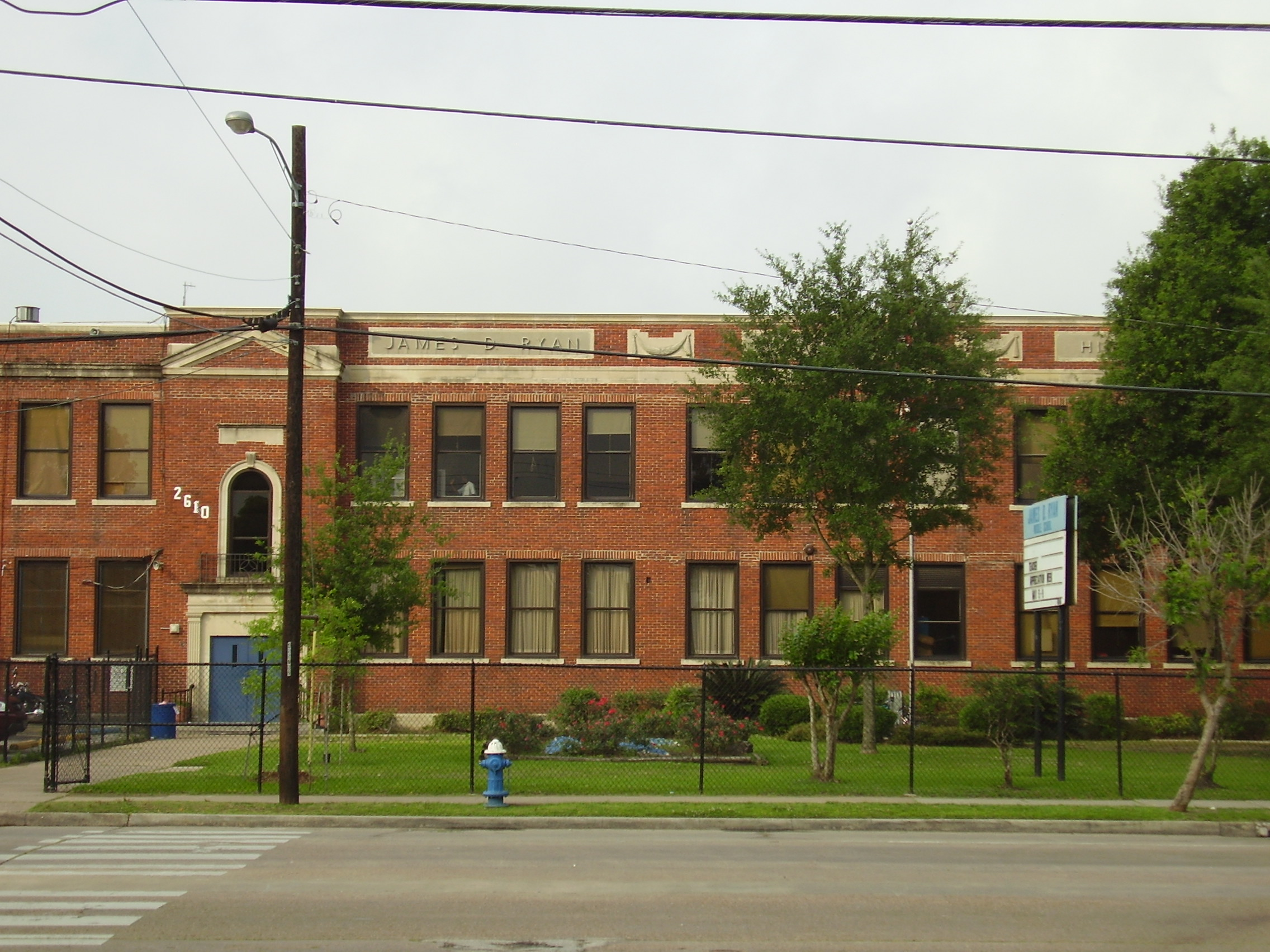
كلية بايلور لأكاديمية الطب في ريان موجود في أول موقع ييتس المدرسة الثانوية للسود.

في عام 1980 كان لدى المدينة 440257 من سكان أمريكا مما يجعلها واحدة من أكبر السكان السود في البلاد. واعتبارا من عام 1987 ظل معظم الأمريكيين من أصل أفريقي في هيوستن يعيشون في أحياء السود داخل المدينة على الرغم من أنهم اكتسبوا الحق القانوني في الانتقال إلى أي حي وفقا لبحث في جامعة شيكاغو بأن من حق الأميركيين الأفارقة أن يختاروا العيش في الأحياء التي أثيرت لهم.
من تعداد الولايات المتحدة 1980 إلى تعداد الولايات المتحدة عام 1990 غادر العديد من الأمريكيين الأفارقة الأحياء الأفريقية الأمريكية التقليدية مثل منطقة ماكجريجور وسيتيجاست وسانيسايد ودخلوا أجزاء من جنوب غرب هيوستن مثل أليف وفوندرن ويستوود. وفي الوقت نفسه تركت نسبة كبيرة من سكان هيوستن غير البيض من أصل أسباني (خاصة أولئك الذين لديهم أطفال دون سن 18 عاما) المدينة لمجتمعات الضواحي وكانت هذه الظاهرة تعرف باسم الطيران الأبيض.
في عام 2004 عاد بعض الأمريكيين من أصل أفريقي الذين كانوا يعيشون في الضواحي إلى منطقة المدينة الداخلية بسبب روابطهم السابقة بتلك المجتمعات.
وبحلول عام 2005 استمر التدفق الخارج من أحياء السود التقليدية مثل سانيسايد وحدائق كشمير مع انتقال السود إلى أجزاء أخرى من جنوب غرب هيوستن وميسوري سيتي والضواحي الشمالية الغربية. وفي عام 2005 بدأ الأمريكيون الأفارقة للانتقال إلى منطقة حول مزرعة في منطقة فردية في مقاطعة هاريس عام 1960. وفي العديد من أحياء السود التقليدية داخل المدينة انتقل السكان المكسيكيون واللاتينيون. بالإضافة إلى الهجرة الكبرى الجديدة انتقل العديد من الأمريكيين الأفارقة في الولايات المتحدة إلى هيوستن بسبب انخفاض تكاليف المعيشة والمزيد من فرص العمل. واكتسبت هيوستن ما يقرب من 233,000 من أصل أفريقي بين عامي 2000 و2010.
ووصل عدد إضافي من الأشخاص الذين تم إجلاؤهم من السود إلى 150,000 إلى 250,000 شخص في عام 2005 من مترو نيو أورلينز بعد إعصار كاترينا حيث قرر العديد منهم البقاء في هيوستن.

## التجارة

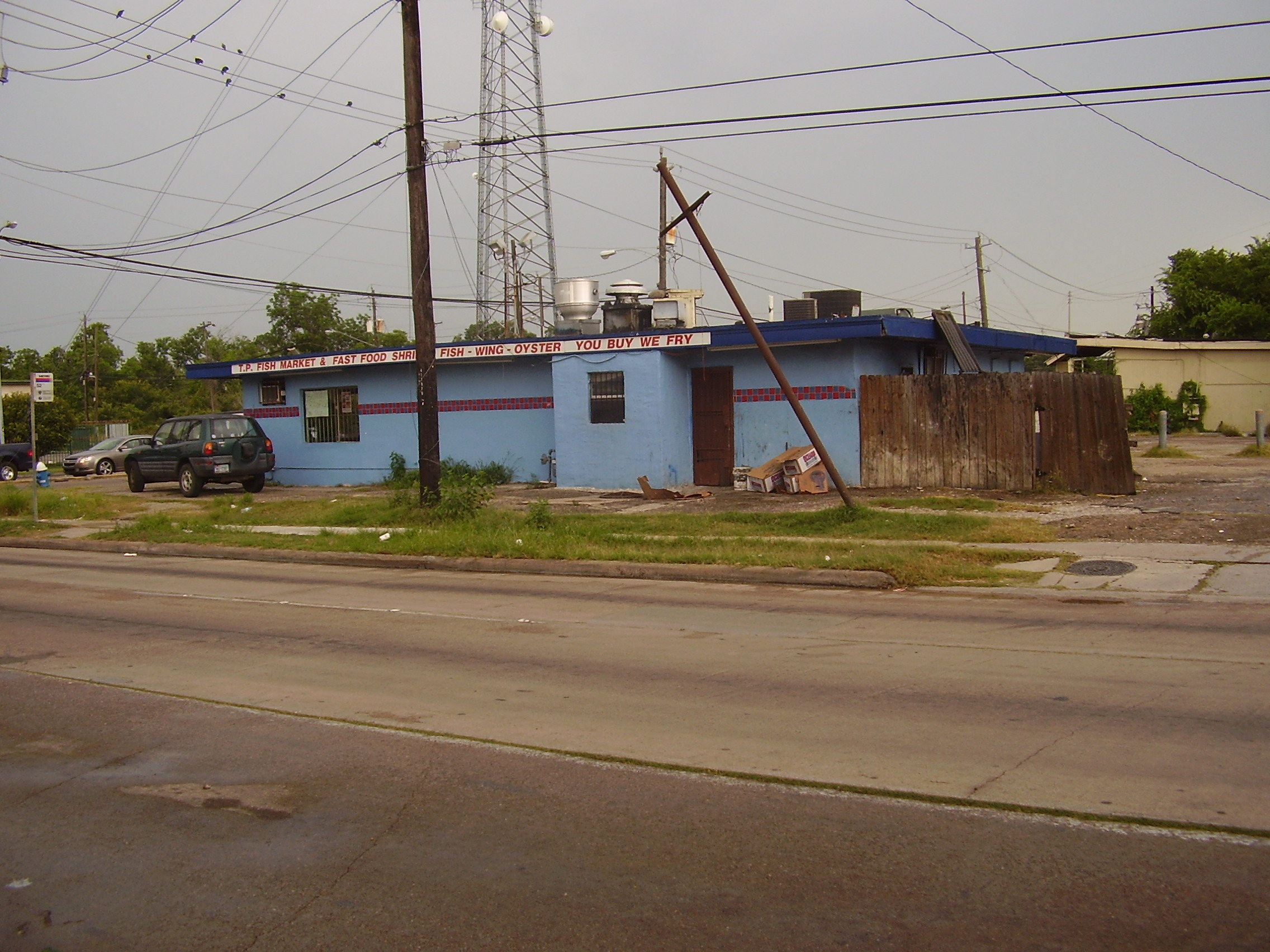
"أنت تشترى ونحن نقلى" مطعم في سونيسيد- هيوستن

يميل الأمريكيون الأفارقة إلى أن يكونوا العملاء الرئيسيين لشركة هيوستن حيث كان شعارهم «أنت تشترى ونحن نقلى» لمطاعم الأسماك. واعتبارا من عام 2004 كان أعلى تركيز لهذه المطاعم في المدينة في الحى الثالث وهو حي أمريكي من أصل أفريقى في الغالب.

## المأكولات
شعب الكريول في لويزيانا الذين استقروا في هيوستن في 1920s جلبت لشعب هيوستن المطبخ معها حيث المأكولات الجديدة وانتشرت أطباق الكريول والكاجون في هيوستن في عصر ما بعد الحرب العالمية الثانية والتي أدت إلى سلاسل غذائية كريولية مختلفة مثل فرينشي تشيكن وباباديوكس وبوبايز. وتشمل الأطباق الكريولية بودين والأرز الأسود والجمبري وجراد البحر والجومبو وجامبالايا. وكتب برناديت برويت مؤلف كتاب «الهجرة العظيمة الأخرى»: عن حركة الأمريكيين من أصل أفريقي إلى هيوستن 1900-1941 بأن الطبخ الكريولي أصبح جسرا ثقافيا هاما في المدينة وفي مجتمعها الأمريكي الأفريقي وأنه تحولت ربات البيوت الكريولية إلى المطبخ الجنوبي النموذجي في هيوستن.

## الهيكل السكاني
من 1870s إلى 1890s الأميركيين الأفارقة يشكلون ما يقرب من 40% من سكان هيوستن وبين عامي 1910 و1970 تراوحت نسبة السكان من أصل أفريقي من 21% إلى 32.7%. وكان هناك حوالي 34,000 من الأمريكيين من أصل أفريقي في هيوستن في العشرينيات وفي الثلاثينيات كان هناك حوالي 63,000 أمريكي من أصل أفريقي. وبحلول عام 1980 كان لدى هيوستن 440257 من السكان الأمريكيين من أصل أفريقي مما يجعلها واحدة من أكبر السكان السود في البلاد.
وفي عام 2004 55% من السكان الأمريكيين الأفارقة ولدوا في مقاطعة هاريس نشأوا من منطقة هيوستن إما بالولادة أو من خلال النمو هناك كأطفال.

## المؤسسات الثقافية
متحف هيوستن للثقافة الأمريكية الأفريقية ومتحف جنود بفالو الوطني الذي يقع في منطقة متحف هيوستن.
غرفة تجارة هيوستن تخدم شركات ذو البشرة السوده والمهنيين.
متحف الجامعة الموجود في حرم جامعة جنوب تكساس هو معرض فني يبرز في المقام الأول الفن من قبل وحول الناس في الشتات الأفريقي.
ضريح السيدة العذراء للسود هو مركز ثقافي ومتحف ومكتبة تملكها وتشغلها الكنيسة المسيحية الأرثوذكسية الأفريقية.

## السياسة

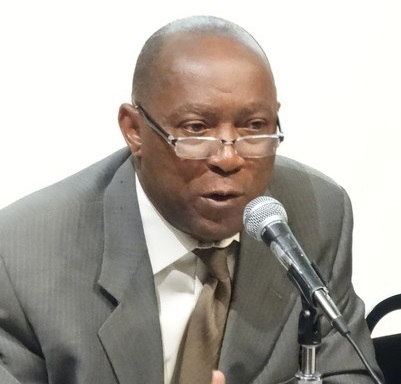
عمدة هيوستن سيلفستر تيرنر

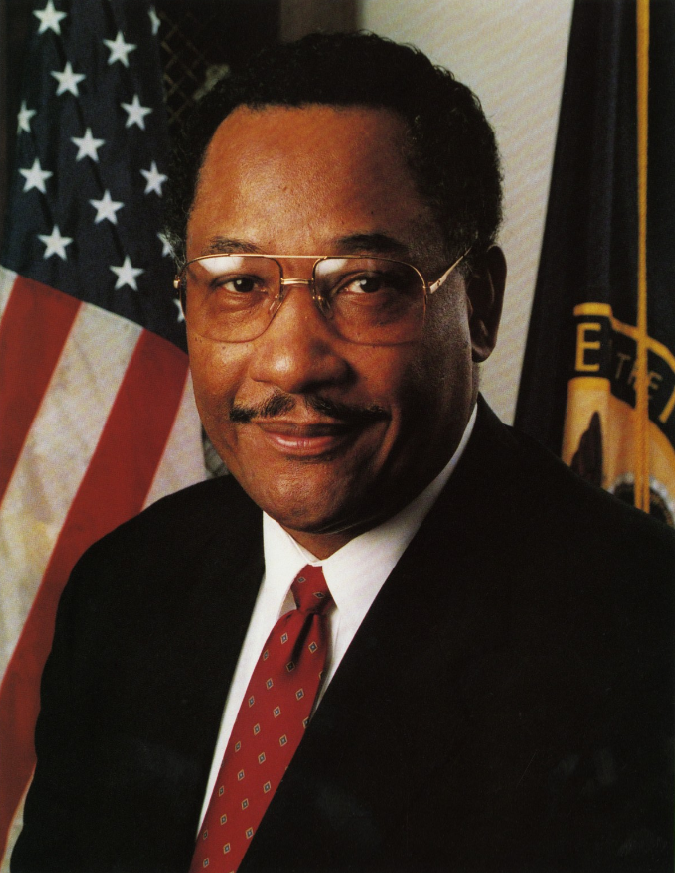
لي باتريك براون

لي باتريك براون انتخب في عام 1997 كان أول عمدة أسود في هيوستن. كان عمدة المدينة الخمسين.
واعتبارا من عام 1997 كان الأمريكيون الأفارقة عادة يشكلون أقل من 25% من الناخبين في مدينة هيوستن ولانتخاب لي باتريك براون قد يكون السود أكثر من 33% من الإقبال وفاز براون بنسبة 90% أو أكثر في أحياء الأميركيين الأفارقة.
اعتبارا من 2005 شيلا جاكسون لي وهي من هيوستن، وهي واحدة من اثنين من أعضاء مجلس النواب الأمريكي في تكساس. وآل غرين هو العضو الأسود الآخر في مجلس النواب الأمريكي من هيوستن.
في 13 ديسمبر 2015 انتخبت هيوستن ثاني عمدة أميركي أفريقي وهو السيد سيلفستر تيرنر.

## الدين

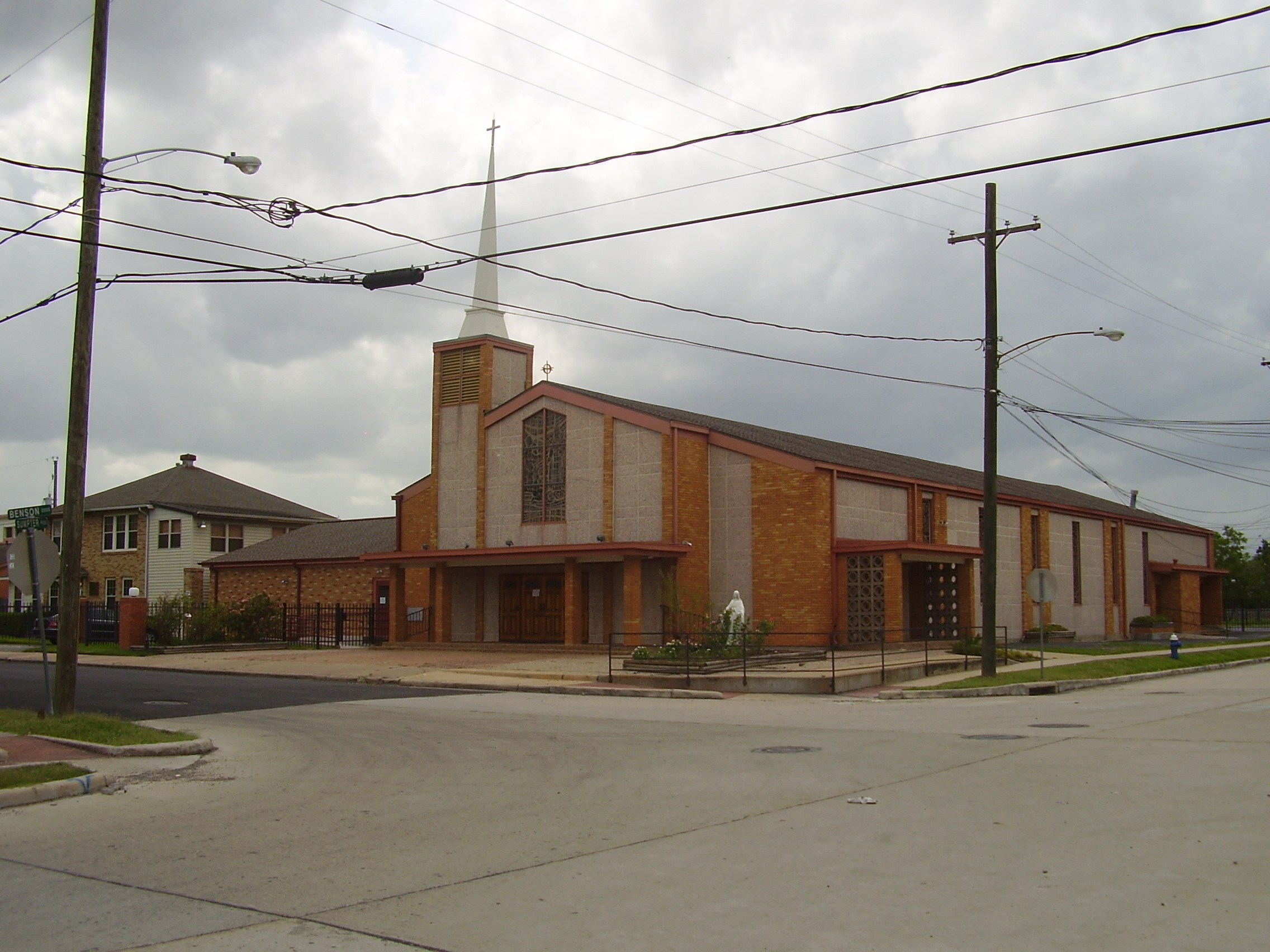
أم الرحمة الكنيسة الكاثوليكية

زاد عدد الكاثوليك الأمريكيين من أصل أفريقي في هيوستن بعد الفيضانات الكبرى في ميسيسيبي عام 1927 في المناطق الريفية المتضررة في جنوب الولايات المتحدة. انتقل معظمهم إلى الحى الخامس. بسبب تصور الكنيسة الكاثوليكية كونها أكثر ملاءمة للأميركيين الأفارقة من الكنائس البروتستانتية وزادت الكنيسة الكاثوليكية في هيوستن بشعبية مع الأمريكيين الأفارقة في الثلاثينيات.
أقدم كنيسة سوداء في هيوستن هي كنيسة الثالوث الميثودية المتحدة التي بدأها القس الياس ديبل الذي جاء من ولاية ميسيسيبي لإنشاء الكنائس.
أقدم كنيسة المعمدان الأسود في هيوستن هي كنيسة أنطاكية التبشيرية المعمدانية التي كانت تاريخيا جزءا من بلدة فريدمان من الحى الرابع والآن في وسط مدينة هيوستن. جاك ييتس خدم مرة واحدة كقسا لهذه الكنيسة.
كانت أول كنيسة كاثوليكية سوداء في المدينة كنيسة القديس نيكولاس وتقع في الحى الثالث. وتم تأسيس كنيسة أمنا الرحمة الكاثوليكية في الحى الخامس والكنيسة الكاثوليكية السوداء في هيوستن في يونيو 1929.
في العشرينات قبل بناء كنيسة أمنا الرحمة الكاثوليكية وحضر مجموعة من شعب الكريول في لويزيانا وسيدة من أصل إسباني كنيسة غوادالوبي لأنها كانت أقرب كنيسة إلى منطقة فرينشتاون من الحى الخامس. لأن كنيسة سيدة غوادالوبي تعامل الناس الكريول بطريقة تمييزية من خلال إرغامهم والطلب منهم اتخاذ الانحناء. مما أدى إلى اتخاذ شعب الكريول قرارهم في بناء كنائسهم الخاصة.

## الإعلام
هيوستن تايمز التي بدأت نشرها في عام 1960 وهي أكبر صحيفة مملوكة للسود في المدينة. ومدافعين هيوستن وأخبار وقضايا الأمريكيون الأفارقة هي أوراق أخرى مملوكة من قبل السود وأخبارهيوستن وحرية تكساس كانت صحيفة مملوكة للسود بدأت في عام 1923.
KCOH 1430 AM هي محطة إذاعية في هيوستن وكان راديو مملوك من قبل السود بدأ في عام 1953. وكان مركزا محوريا لمجتمع السود بهيوستن الموجود في استوديوهات النظر الزجاجي في اذاعة 5011 في وسط مدينة هيوستن وأطلقت KCOR الشخصيات الإذاعية مايكل هاريس ورالف كوبر ودون صموئيل وواش ألين وتم شراء المحطة في عام 1976 من قبل مجموعة من المستثمرين بقيادة مديرها العام في ذلك الوقت مايكل بيتريزو. وبعد وفاته في يناير 2012 تم وضع محطة إذاعية للبيع. وقد تم بيع إشارة 1430 AM في نهاية المطاف إلى شبكة راديو غوادالوبي الموجهة إلى الكاثوليكية في نوفمبر 2012. واصلت عائلة بيتريزو لامتلاك المبنى التاريخي والمعدات وتأجيرها وأعلنت شركة KCOH في يناير 2016 أن لديها خطط للانتقال إلى طلب FM.
تأسست هيوستن صن من قبل دوريس إليس ولون روبنسون في عام 1983. ويقدم مؤتمر التعديل الأول سنويا لطلاب المدارس الثانوية والصحافة الكلية خلال شهر مارس شهر الصحافة الأمريكية الأفريقية. ومنح دوريس إليس جائزة غوتنبرغ للصحافة من قبل متحف الطباعة في هيوستن في عام 2015. ويتكون موظفو هيوسن صن من الصحفيين والمتدربين الذين يغطيون قاعة المدينة ومجلس إدارة المدراس وأخبار المجتمع المحلي.

## التعليم

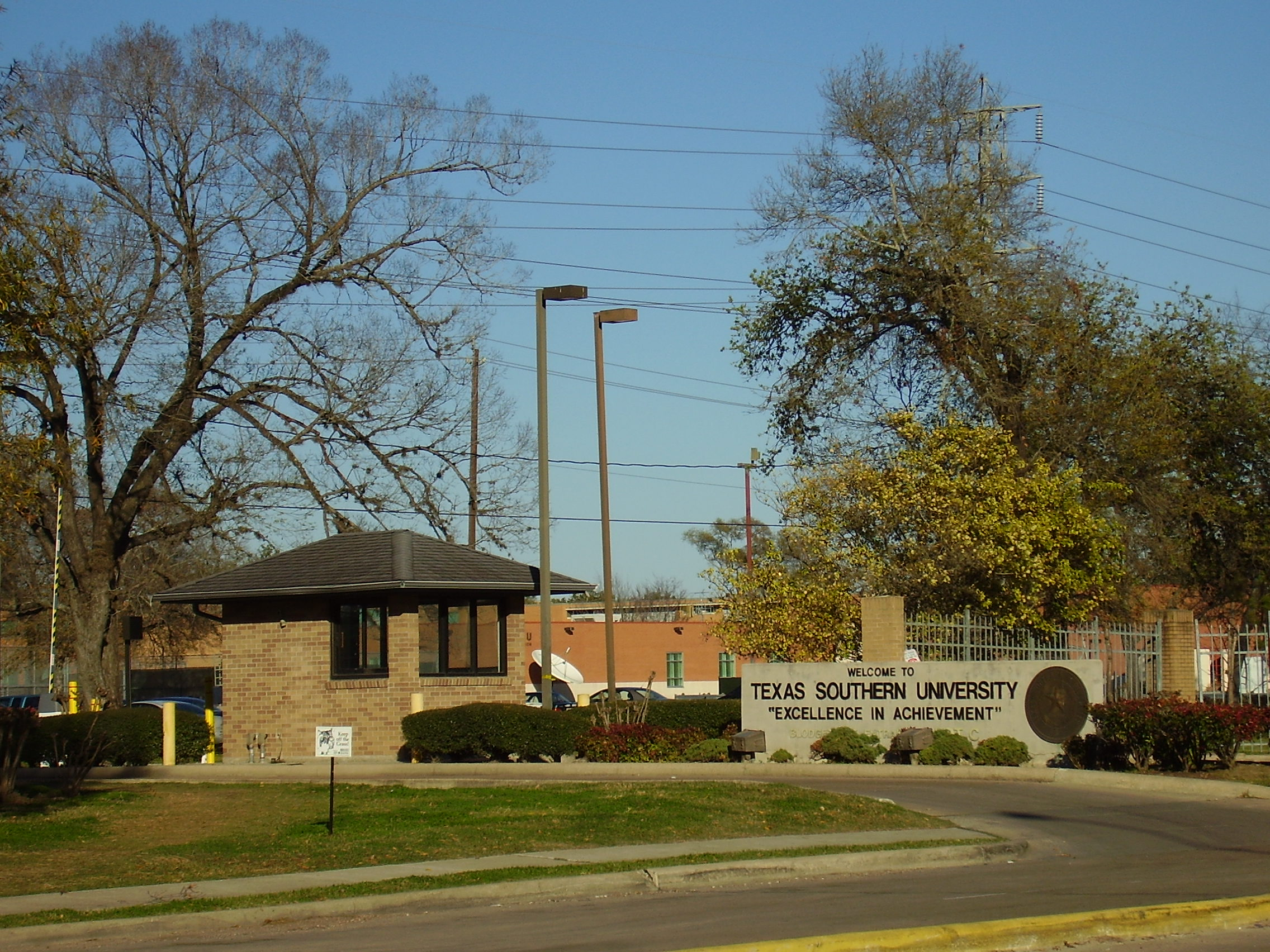
جامعة جنوب تكساس

جامعة جنوب تكساس هي أكبر جامعات وكليات للسود في ولاية تكساس في هيوستن وجامعة برايري فيو في تكساس (شمال غرب هيوستن).
وتشمل المدارس الثانوية (المدارس المخصصة للطلاب السود قبل الفصل العنصري) في هيوستن ما يلي:
- مدرسة بوكر تى واشنطن الثانوية.
- مدرسة ويتلي الثانوية.
- مدرسة ييتس الثانوية.
- مدرسة ورثينغ الثانوية.

وتشمل المدارس التاريخية المتوسطة للسود:
- مدرسة ريان المتوسطة (مغلقة 2013)

يتم تسويق مدرسة إيماني نحو الأسر الأفريقية الأمريكية.
وتفاوتت الآراء حول ما إذا كانت منطقة مدرسة شمال الغابة المستقلة التي أغلقت في عام 2013 كانت منطقة «تاريخيه للسود» وبالتالي أيضا أكبر منطقة تاريخية للسود في الولاية تكون مغلقة؛ وأشار كيمبرلي ريفز من صحيفة هيوستن إلى أن المنطقة لم تكن في الغالب من أصل أفريقي أمريكي في عصر العزل وظلت كذلك منذ الفصل العنصري في السبعينات.

### تاريخ التعليم الثانوي

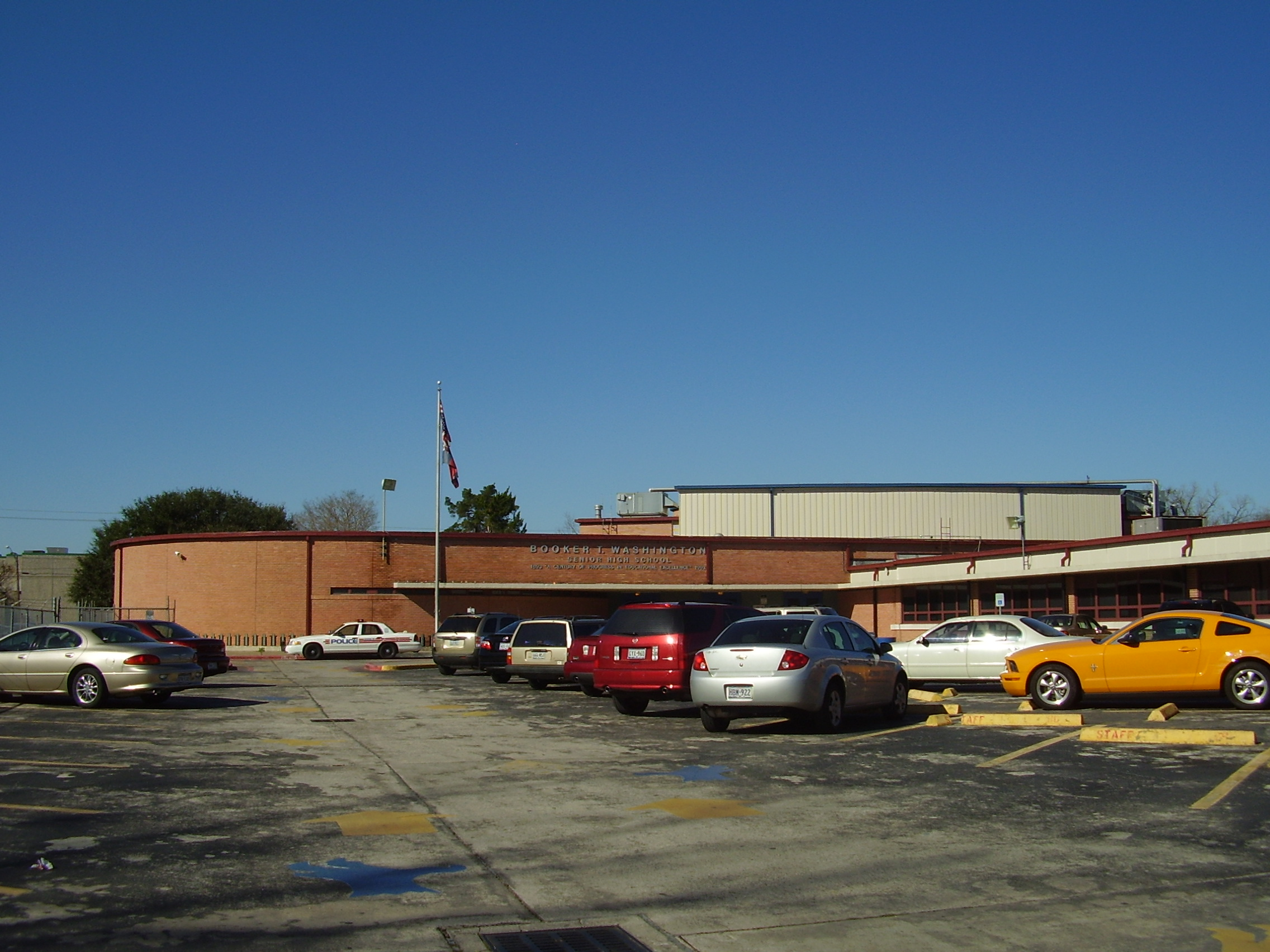
مدرسة بوكير تى الثانوية بواشنطن (الحرم الجامعي الحالي 1958 هو مبين) كانت أول مدرسة ثانوية للسود في هيوستن

في عام 1892 افتتحت المدرسة الثانوية أول مدرسة ثانوية للطلاب السود. وكان هناك 293 8 طالبا في مدارس هيوستن للطلاب السود في السنة الدراسية 1924-1925. في عام 1925 أعلن مجلس مدرسة هيوستن أن مدرسة ثانوية جديدة سوف تفتح في الحى الثالث في ضوء الزيادة الكبيرة في عدد السكان السود. وذكرت صحيفة هيوستن أن المدارس تحتاج إلى تسمية باسم السود البارزين من المدينة أو أشخاص سود آخرين ناجحين.
مع بناء مدرسة جاك ييتس الثانوية السابقة (مدرسة ريان المتوسطة لاحقا) ومدرسة ويتلي الثانوية وغيرها من المدارس زادت قدرة مدارس هيوستن الثانوية للأطفال السود ثلاث مرات من 1924 إلى 1929. وأصبحت مدرسة بوكرتى واشنطن ثانوية. وفي الوقت الذي كانت فيه جميع المدارس الثانوية الثلاث في المستويات العليا كان هناك 12217 طالبا في المدارس السوداء في العام الدراسي 1929-1930 وكتب ويليام هنري كيلار مؤلف كتاب «أبطئ السرعة»: أن الظروف مدارس السود في هيوستن «تحسنت بشكل كبير» في العشرينيات.

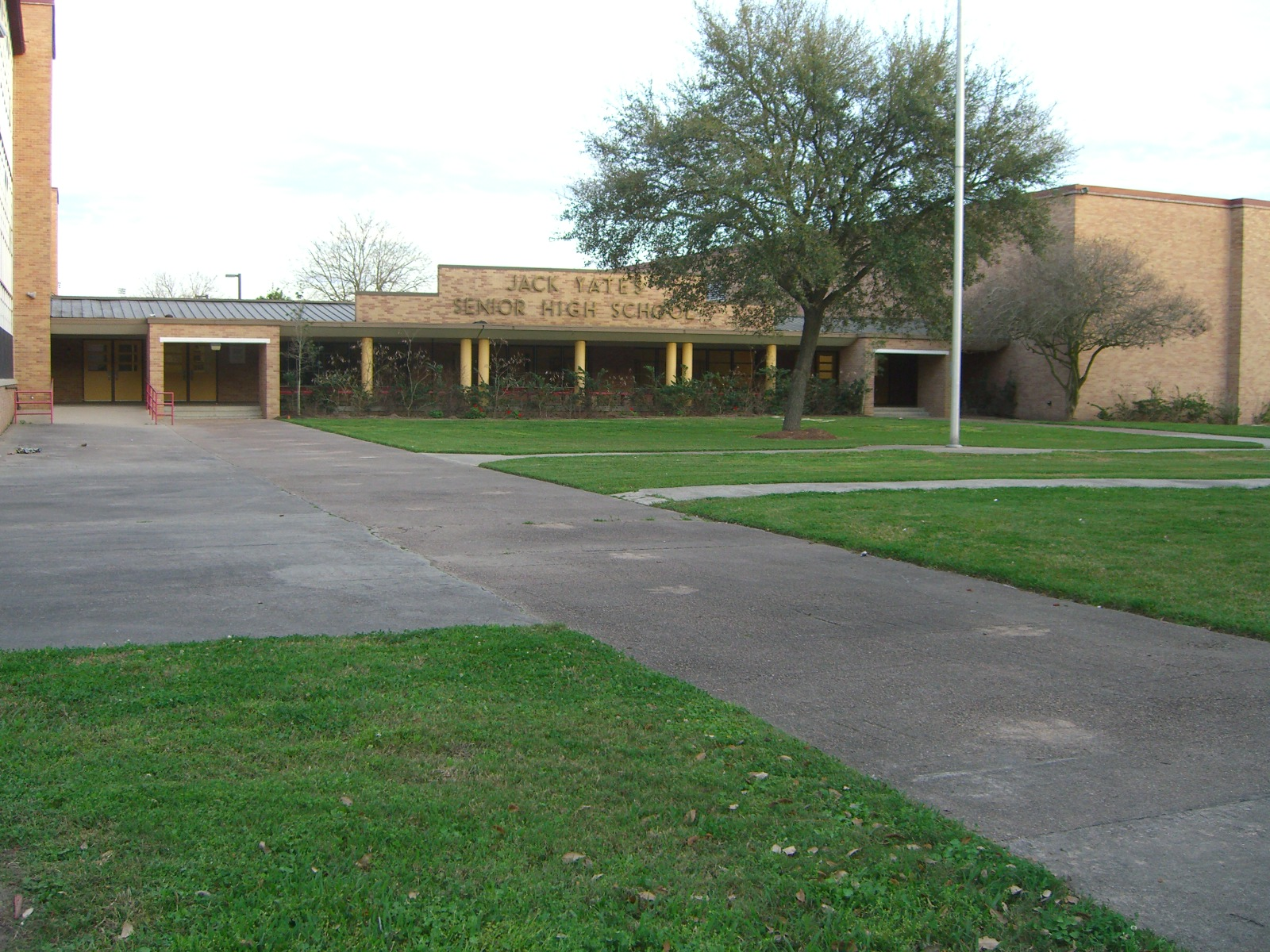
مدرسة ييتس الثانوية (حرم 1958 الحالي في الصورة) هي المدرسة الثانوية للسود في هيوستن

في 27 يناير 1958 افتتحت مدرسة رذينج الثانوية وييتس للثانوية. وانتقلت ييتس إلى موقعها الحالي في سبتمبر 1958 وأصبح موقع ييتس السابق مدرسة ثانوية ريان المتوسطة وسميت باسم أول مدير لمدرسة ييتس للثانوية. وانتقلت مدرسة بوكرتى واشنطن إلى موقعها الحالي في المرتفعات في عام 1959.
ومدرسة فورت بيند المستقلة عملت مركز التعليم البديل M.R كواحد من ثلاث مدارس للطلاب السود بما في ذلك المدرسة الثانوية العليا للسود الوحيدة حتى تم فصل المنطقة في عام 1965.
وقد حدث في السبعينات من القرن الماضي العزل العنصري في المنطقة التعليمية المستقلة للمدارس في هيوستن الناتجة عن حركة الحقوق المدنية في الخمسينات والستينات بدأت مدرسة ييتس الثانوية بتفقد طلاب الطبقة العليا والوسطى بسبب الرحلة إلى الضواحي وإنشاء المدارس في هيسد. ونتيجة للخسائر بدأت مدرسة ييتس في التدهور. فقد فقدت مدرسة ويتلي طلابها من الطبقة العليا والوسطى بسبب نفس العوامل وفي عام 1979 قال رئيسها تشارلز هيرالد أن الاندماج أدى إلى ترك أفضل الطلاب والمعلمين للمدرسة.

### تاريخ التعليم العالي
في عام 1927 بدأ ييتس في في بناء جامعة جونيور للسود وفي وقت لاحق عرفت باسم جامعة جنوب تكساس.

## الثقافة والترفيه

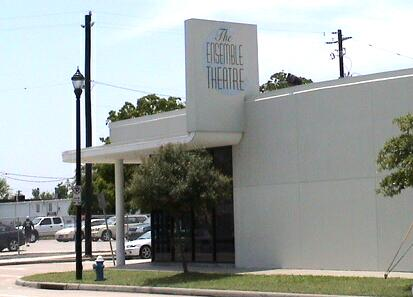
مسرح الطاقم في هيوستن

مسرح الطاقم وهو شركة مسرح أفريقية أمريكية لديها استوديو في وسط المدينة والذي أسسه جورج هوكينز في عام 1976 ويعد أكبر شركة مسرح أفريقية أمريكية في الولايات المتحدة.
متحف هيوستن للثقافة الأمريكية الأفريقية هو متحف أنشأ المعارض والبرامج العامة التي تسلط الضوء على حياة وتجارب شعوب الشتات الأفريقي. وهي تقع في 4807 شارع كارولين (هيوستن).

### جونتينث
جونتينث هو احتفال سنوي يعترف بتحرير العبيد السود في ولاية تكساس. وقع الرئيس أبراهام لينكون إعلان تحررالعبيد ونشره في 1 يناير 1863 لكنه لم يصل إلى تكساس حتى 19 يونيو 1865. على مدى السنوات القليلة المقبلة جمع السكان الأمريكيين من أصل أفريقي في جميع أنحاء ولاية تكساس الأموال لشراء العقارات المخصصة للاحتفالات العاشرة في هيوستن وقاد هذا الجهد القس جاك ييتس وزير المعمدان والعبد السابق وشكلت كنيسته أنطاكية المعمدان وثلاثية الكنيسة الأسقفية الميثودية مهرجان الشعب للسود وجمعية حديقة التحرر وفي عام 1872 جمعوا 800 دولار لإخماد عشرة فدادين من الأراضي المفتوحة كمنزل للاحتفال بهم في اليوم التاسع عشر وتكريما لحريتهم أطلقوا عليه اسم «حديقة التحرر».
هناك العديد من الأحداث في جميع أنحاء هيوستن للاحتفال بهذه المناسبة وتأسست جمعية أصدقاء التحرير وهي مجموعة غير ربحية من المتطوعين في عام 2007 من قبل دوريس إليس ولون روبنسون للحفاظ على وحماية إرث حديقة التحرير. وقد استطاعت تلك المؤسسة FEP من إحضار العرض واستبقائه جنبا إلى جنب مع البرامج النموذجية الأخرى. وقاد FEP حملة تجديد 33,000,000 $ لاستعادة حديقة التحرير وهذه الحملة بمثابة مرساة لتنشيط المجتمع وإحباط هجمة الضرب. وتقع حديقة التحرير التي تبلغ مساحتها 500,000 قدم مربع (46,000 متر مربع) في الحى الثالث.

### يوم مارتن لوثر كنج
هناك اثنين من المسابقات يوم مارتن لوثر كنج عقد كل عام والأخر موكب عيد ميلاد الملك الأصلي تحت رعاية جمعية التراث الأسود واعتبارا من عام 2007 أوفيد دونكانتيل هو المدير التنفيذي لجمعية التراث الأسود وتشارلز ستامبس هو الرئيس التنفيذي لمؤسسة موكب الملك.
في السابق كان هناك موكب يوم ملك واحد الذي يقام سنويا وكانت الطوابع جزءا من منظمة دونكانتيل. وفي عام 1995 تركت الطوابع وشكلت مواكب منفصله وبدأت المسيرات المتنافسة على الأوقات والأيام المفضلة لعقد الأحداث. وبحلول عام 2007 كانت مدينة هيوستن لديها لوائح تنص على أن موكب واحد يمكن أن يعقد في وسط مدينة هيوستن في يوم معين. ورفعت جمعية التراث الأسود ودنكانتيل دعوى قضائية ضد المدينة في عام 2007 بعد أن لم تحصل دنكانتيل على التصريح بحجة أن هناك عدة أحكام تقضي بعمل موكب واحد في اليوم في قاعدة وسط المدينة. وفي عام 2007 أمر روزنتال قاض في الولايات المتحدة يوم الأربعاء 10 يناير 2007 حكومة المدينة بالسماح لكل من المسيرات بعقد أحداثهما في وسط مدينة هيوستن. وبحلول عام 2008 كانت قاعدة العرض في اليوم الواحد مع يوم العرض الثمين لعملة إرم في مكانه مرة أخرى.
وكانت صحافة هيوستن قد صنفت موكب يوم ملك عام 2006 عندما انضمت المسابقتان المتنافستان معا إلى «أفضل مواكب هيوستن 2006».
وبالإضافة إلى ذلك تحدث مشاريع الخدمات ومحركات تسجيل الناخبين في يوم مارتن لوثر كنج في هيوستن.

### احتفال روديو هيوستن
كل ربيع تظهر هيوستن مشاهدة الثروة الحيوانية واهداء الروديو في المهرجان والاحتفال بثقافة السود وينفذ الفنانون السود الموسيقى الشعبية المختلفة في هذا الحدث كل عام.

### عيد لابور الكلاسيكي
عيد لابور الكلاسيكي هي كرة القدم الأمريكية الكلاسيكية التي تميز جامعة جنوب تكساس وجامعة برايري A & M وهما من أكبر جامعات تكساس تاريخيا في عطلة عيد لابور في نهاية الأسبوع ولعبت في ملعب ببفا في هيوستن أو في ملعب النمر الجديد في تكساس اعتمادا على فريق الاستضافة. والكلاسيكية هي دائما المباراة الأولى في الموسم بين الفريقين في بطولة SWAC لكرة القدم.

### بطولة SWAC
منذ عام 2013 كانت هيوستن المدينة المضيفة لSWAC بطولة لعبة كرة القدم وSWAC بطولة كرة السلة. كلا الحدثين مصدر كبير للإيرادات وجذب أكثر من 50,000 ألف من المشجعين والمتفرجين سنويا. هيوستن هي موطن لأحد أكبر قواعد خريجي SWAC في البلاد.

### اعتزاز المثليين السود
مجتمع هيوستن سنويا يوجد احتفال رسمي خلال حدث خاص يسمى «سبلاش». ينظم سبلاش أحداث المثليين والمثليات من أجل تحسين الصحة الثقافية والبيئية والطبية والاجتماعية للمثليين والمثليات والمتحولين جنسيا المنحدرين من أصل أفريقي.

## روابط خارجية
- Houston Museum of African American Culture
- Black Houston